# Осувек (Староґардський повіт)
Осувек (пол. Osówek) — село в Польщі, у гміні Осечна Староґардського повіту Поморського воєводства.
Населення — 388 осіб (2011).
У 1975-1998 роках село належало до Гданського воєводства.

## Демографія
Демографічна структура станом на 31 березня 2011 року:
|          | Загалом | Допрацездатний вік | Працездатний вік | Постпрацездатний вік |
| -------- | ------- | ------------------ | ---------------- | -------------------- |
| Чоловіки | 193     | 35                 | 142              | 16                   |
| Жінки    | 195     | 38                 | 115              | 42                   |
| Разом    | 388     | 73                 | 257              | 58                   |